# Mubarak Faraj Bilal
Mubarak Faraj Bilal (arab. ‏مبارك فرج بلال‎; ur. w 1972) – emiracki pływak, olimpijczyk.
Brał udział w Letnich Igrzyskach Olimpijskich 1988 w Seulu. Zaprezentował się tylko w jednej konkurencji, którą było 50 metrów stylem dowolnym. W swoim wyścigu eliminacyjnym zajął przedostatnie miejsce, uzyskał czas 27,60 s. Wyprzedził Suazyjczyka Yula Marka Du Ponta, był to również jedyny zawodnik eliminacji, który miał gorszy czas od Faraj Bilala.